# Coelioxys abnormis
Coelioxys abnormis là một loài Hymenoptera trong họ Megachilidae. Loài này được Holmberg mô tả khoa học năm 1887.